# Шлезингер, Людвиг
Людвиг Шлезингер — немецкий математик, известный исследованиями в области линейных дифференциальных уравнений.

## Биография
Из еврейской купеческой семьи. Учился в реальном училище в Прессбурге, затем изучал физику и математику в Гейдельберге и Берлине.
В 1887 году защитил диссертацию. Его научными руководителями были Лазарь Фукс и Леопольд Кронекер.
В 1889 году получил место доцента в Берлине; в 1897 году — приглашённый профессор в Бонне и в том же году — профессор Коложварского университета, Венгрия (ныне Клуж-Напока, Румыния).
С 1911 года он был профессором в Гессенском университете, где преподавал до 1930 года.
В 1933 году нацисты вынудили его уйти в отставку и он умер вскоре после этого.
Среди его докторантов Абрам Иезекиилович Плеснер. Его дочь Хильдегард Леви (1903—1969) стала ассириологом и академиком.

## Вклад
Как и его руководитель Фукс, он работал в основном над линейными обыкновенными дифференциальными уравнениями.
Его двухтомный сборник статей был опубликован с 1895 по 1898 год в Тойбнере в Лейпциге (том 2 в двух частях).
На сегодняшний день его самая известная работа — «Uber eine Klasse von Differentialsystemen believebiger Ordnung mit festen kritischen Punkten» (Crelle's Journal, 1912).
Там он рассмотрел проблему изомонодромных деформаций для некоторого матричного уравнения Фукса; это частный случай 21-й проблемы Гильберта (существование дифференциальных уравнений с заданной монодромией).
В статье представлены так называемые преобразования Шлезингера и уравнения Шлезингера.
Шлезингер был историком науки.
Он написал статью о теории функций Карла Фридриха Гаусса,
перевел La Géométrie Рене Декарта на немецкий язык (1894).
Он был одним из организаторов празднования 100-летия Яноша Боляи.
С 1904 по 1909 год вместе с  Рихардом Фуксом он собирал произведения своего руководителя Лазаря Фукса (который также был его тестем).
В 1909 году он написал длинный отчёт для ежегодного доклада Немецкого математического общества об истории линейных дифференциальных уравнений с 1865 года.
Он также изучал дифференциальную геометрию и написал книгу лекций по общей теории относительности .
С 1929 года до своей смерти он был соредактором журнала Крелле.

## Признание
- 1902 год — избран членом-корреспондентом Венгерской академии наук.
- 1909 год — премия Лобачевского.[9]